# هاري جي. دافنبورت
هاري جي. دافنبورت هو بائع ‏ وسياسي أمريكي، ولد في 22 أغسطس 1902 في Wilmerding, Pennsylvania ‏ في الولايات المتحدة، وتوفي في 19 ديسمبر 1977 في Millvale, Pennsylvania ‏ في الولايات المتحدة. نشط حزبياً في الحزب الديمقراطي. وقد انتخب عضو مجلس النواب الأمريكي ‏.